# Stenosmia minima
Stenosmia minima är en biart som först beskrevs av Von Schulthess 1924.  Stenosmia minima ingår i släktet Stenosmia och familjen buksamlarbin. Inga underarter finns listade i Catalogue of Life.